# 佛生山站
佛生山站（日语：／ Busshozan eki */?）是一個位於日本香川縣高松市、屬於高松琴平電氣鐵道（琴電）琴平線的鐵路車站，車站編號為K06。本站是其中一個區間車終站，但主要以平日早上繁忙時間的班次而已（上行2班、下行4班）。車站旁邊是琴電的佛生山工場，琴平線和長尾線的列車都會在此停泊及進行維修，因此由瓦町站至本站間的一段琴平線，均間中有沒有載客的長尾線列車駛經。
本站也是琴電線道內可以「途中下車」的指定車站之一，同時也是全日均有站員駐守的車站，並可發售及處理有關IruCa的事宜。繁忙時間列車增結及解結程序也是在本站內進行。

## 車站結構

### 站房

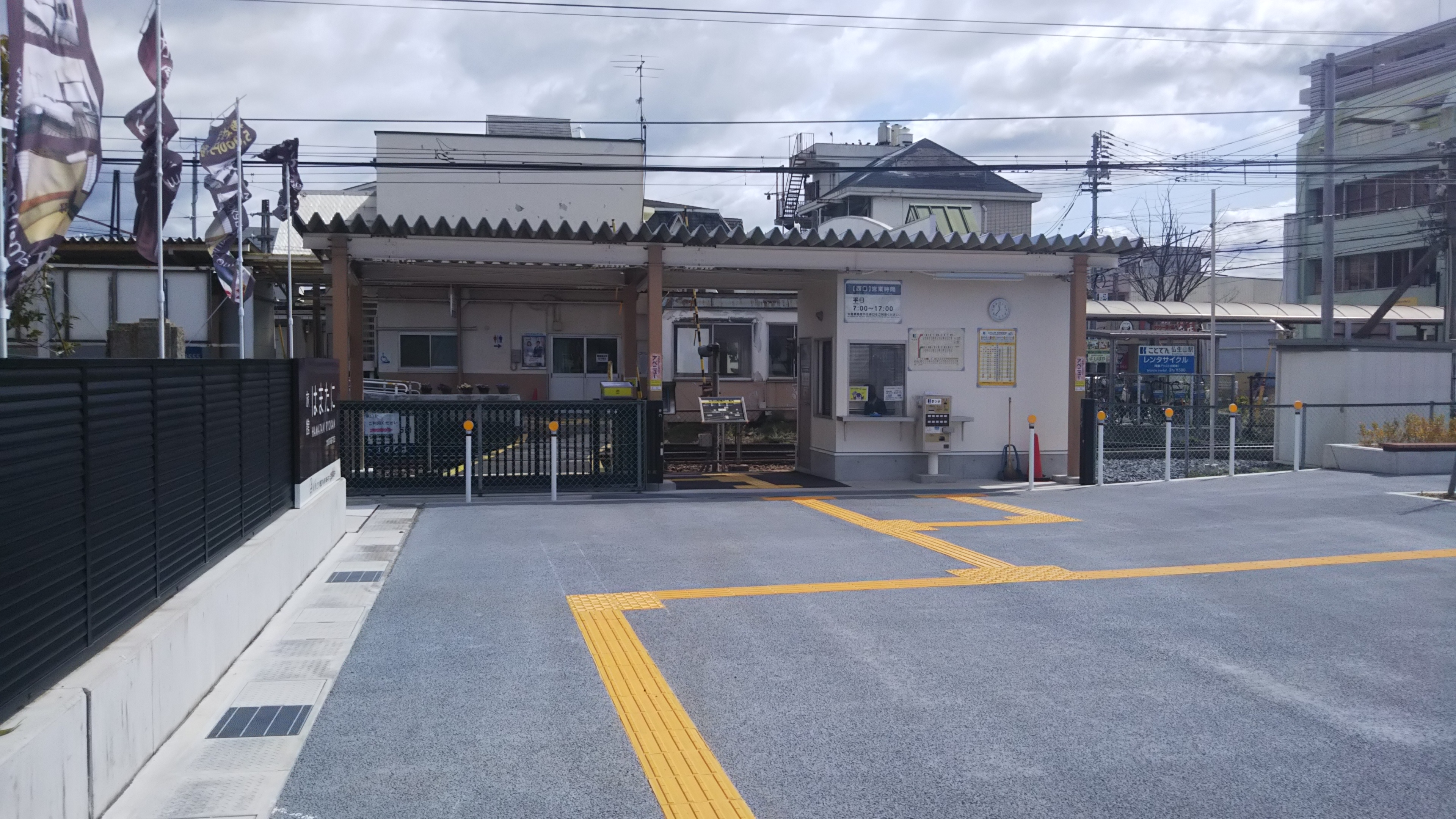
2018年增設的車站西口。

共有兩個，位於島式月台南端盡頭部份為東口站房，是一座以鐵架及鋼板所搭建的單層建築、以及以混凝土所建成的兩層建築物合併而成，入口部份為單層式，主要是進出月台間的通道，右側大部份面積均作為單車停泊場，前端為小型的車站廣場，並設有計程車站頭及穿梳巴士的停靠站，左側前端為開放式候車室，設有3部售票機、公用電話、候車座椅，及站務室的服務窗口；後端為站務室及開放式閘口，並裝設有出、入站專用的感應式讀卡機，通過閘口後，會經過混凝土兩層建築物，大部份皆為工場重地，不對外開放，只有靠向月台的部份位置為洗手間。
至於車站廣場最右端、靠近旁邊的小巷旁，有1條頭端式路軌，並且停泊了1輛舊式3000系（300號）古典列車，這輛列車日作靜態展示，但當有特殊需要時，則作為特別列車的其中1節車卡投入服務。
2018年，位於側式月台南端盡頭加設了西口，並建有1座簡易式的單層組合屋式站房，設有站員室及開放式閘口，及在外端設有1部售票機，但只會在白天時間使用。而西口旁邊也整備了一個小型的停車廣場。

### 月台
設有側式月台及島式月台各1座，共提供2面3線面配置，當中3號月台為頭端式月台，長度為2輛，是區間車的起訖月台，也是繁忙時間併結及分解時的臨時停車處，旁邊全為工場內的停車側線。其餘2個月台的有效長度皆為4輛。
| 月台 | 路線     | 方向 | 目的地                   | 備註                                     |
| ---- | -------- | ---- | ------------------------ | ---------------------------------------- |
| 1    | ■ 琴平線 | 上行 | 高松築港方向             |                                          |
| 2    | ■ 琴平線 | 下行 | 一宮、瀧宮、琴電琴平方向 |                                          |
| 3    | ■ 琴平線 | 上行 | 高松築港方向             | 區間車起訖站，併結、分割時的臨時停車處。 |

## 歷史
- 1926年12月21日：以琴平電鐵的車站開業[1]。
- 1929年11月12日：鹽江溫泉鐵道鹽江線開業，本站為其中一個終點站[2]。
- 1938年7月6日：鹽江溫泉鉄道併入琴平電鐵內，兩線統一由琴平電鐵管理。
- 1941年5月10日：鹽江線因受「不要不急線」影響而廢線。
- 2018年9月1日：新設西口。

## 使用狀況
本站曾是琴平線道內（不計算築港線一段）使用人數最多的車站，但近年來人數卻有下降趨勢，再加上附近太田站的使用人數卻不斷增加，現時只能位列第二位。
| 1日上落人數推斷 | 1日上落人數推斷 |
| 年度            | 1日平均人數     |
| --------------- | --------------- |
| 2011            | 3,085           |
| 2012            | 2,976           |
| 2013            | 3,035           |
| 2014            | 2,964           |
| 2015            | 3,096           |
| 2016            | 3,195           |
| 2017            | 3,124           |
| 2018            | 3,341           |
| 2019            | 3,665           |
| 2020            | 2,972           |
| 2021            | 2,972           |
| 2022            | 3,292           |

## 相鄰車站
高松琴平電氣鐵道（琴電）
■琴平線
太田 (K05) - 佛生山 (K06) - 空港通 (K07)

## 外部連結
- 高松琴平電鐵佛山生站資訊 （页面存档备份，存于）（日語）